# Silvano Varnhagen
Silvano Varnhagen (* 4. Februar 1993 in Erfurt) ist ein deutscher Fußballspieler.

## Karriere
Varnhagens Heimatverein ist der FC Rot-Weiß Erfurt, bei dem er von den E- bis B-Junioren alle Stationen durchlief. Als B-Junior spielte er für Erfurt in der Junioren-Bundesliga. Nachdem die A-Junioren aus der Bundesliga abgestiegen waren, wollte er dennoch in der obersten Juniorenliga spielen und wechselte deshalb zum Karlsruher SC, wo er noch ein Jahr für die A-Junioren Spiele bestritt.
Der zumeist im defensiven Mittelfeld eingesetzte Varnhagen gab sein Debüt für die erste Mannschaft des Karlsruher SC, wo er einen bis zum 30. Juni 2015 dotierten Profivertrag unterschrieb, am 8. August 2012 im Heimspiel gegen den VfL Osnabrück. In den beiden Vorsaisons kam Varnhagen bei der U-19 Mannschaft des KSC in der A-Jugend Bundesliga Süd/Südwest zu Einsätzen. Zuvor spielte er in der B-Jugend bei Rot-Weiß Erfurt in der Junioren-Bundesliga Nord-Ost. Sein erstes Tor als Profi erzielte Varnhagen in der Saison 2012/13 am 25. Spieltag beim 4:0-Erfolg gegen Alemannia Aachen. In der Saison 2013/14 absolvierte er beim Karlsruher SC acht Spiele in der 2. Bundesliga, in der Saison 2014/15 bis zu seinem Kreuzbandriss ein Spiel. Zur Saison 2015/16 wechselte er zu Eintracht Trier in die Regionalliga. Für seinen neuen Verein konnte Varnhagen in seiner ersten Saison jedoch insgesamt nur fünf Pflichtspiele bestreiten; am 31. Oktober 2015 riss er sich das vordere Kreuzband im linken Knie. Der zum 30. Juni 2016 auslaufende Vertrag wurde nicht verlängert. Am 24. September 2016 feierte er sein Pflichtspieldebüt beim 1:1-Unentschieden seines neuen Vereins VFC Plauen beim FC International Leipzig in der Oberliga NOFV-Nordost. Im Juni 2018 wechselte Varnhagen zum damaligen Thüringenligisten SV 09 Arnstadt und konnte drei Jahre später den Aufstieg in die Oberliga Nordost feiern. Doch schon nach einer Spielzeit folgte als Tabellenletzter wieder der Abstieg. Mittlerweile ist Varnhagen auch Kapitän seiner Mannschaft.